# Kvirin Sisački
Kvirin Sisački (? - Sambotel, 4. lipnja 309.), svetac Katoličke Crkve, biskup u Sisciji, mučenik, zaštitnik Siska, Krka, Krčke i Sisačke biskupije. Blagdan mu se obilježava 4. lipnja.

## Životopis
Bio je biskup u Sisciji, današnjem Sisku. Za vrijeme progona cara Dioklecijana i podcara Galerija, sklonio se iz Siscije, ali je uskoro uhićen i odveden u Sabarij, današnji Sambotel u Mađarskoj, gdje ga je namjesnik Amnecij, pokušao nagovoriti da se odrekne svoje kršćanske vjere. Kada je Kvirin odlučno odbio, namjesnik ga je osudio na smrt. Vezali su mu mlinski kamen o vrat i s mosta ga bacili u rijeku Sibaris (mađ. grad Đunđuš). Tada se dogodilo čudo. Biskup je ostao na vodi i hrabrio svoje vjernike da se ne boje. Rekao im je: "Sad tek u pravom smislu izvršavam svoju svećeničku službu, kad ću samoga sebe prinijeti za žrtvu Bogu." Pomolio se i onda potonuo. Kršćani su pronašli njegovo tijelo i časno ga pokopali. Za vrijeme provale Huna, kršćani su preko Zadra i Ancone, prenijeli njegove relikvije u Rim, u katakombe uz crkvu sv. Sebastijana. Godine 1140. prenesene su u crkvu Majke Božje preko Tibera, gdje su i danas. Kasnije je nad grobom sagrađena bazilika. 

## Štovanje i spomen
Kvirina spominje Jeronimov martirologij, a Venancije Fortunat u 4. st. pjeva o njegovom mučeništvu. Kvirinovo je ime zapisano i u Rimskom martirologiju. Španjolski pjesnik Prudencije koji je posjetio i Kvirinov grob u Sabariji, spjevao je himan u čast sv. Kvirinu na latinskom jeziku. Do provale Turaka na područje nekadašnje Sisačke biskupije, posvećene mu su četiri župe u Hrastovici, Boviću, Smerkoviću i Dobretinu. Selo u blizini Gvozda nosi ime Kvirin. Povjesničari bilježe da su građani Siska pobjedu nad Turcima 1593. pripisali zagovoru sv. Kvirina. Zagrebački biskup Petar 1627. naziva sv. Kvirina "prvim zagrebačkim biskupom" jer se Zagrebačka biskupija smatra nasljednicom nekadašnje Sisačke biskupije. U sakristiji zagrebačke katedrale postoji fresko-slika iz 18. st. na kojoj je sv. Kvirin.
Izdanja Rimskoga misala nekih hrvatskih biskupija imali su poseban misni obrazac za balgdan sv. Kvirina. Misionar Drago Balvanović, pronašao je u Limi, glavnom gradu Perua, u misalu De la vida cristiana iz 1973. misu na čast sv. Kvirina Sisačkog. Iz 1653. spominje se kapela sv. Kvirina u Sisku. Novi oltar je postavljen 1699. Jako je oštećena u kolovozu 1945. u savezničkom bombardiranju. Konačno je 4. lipnja 1993. osnovana u Sisku, nova župa sv. Kvirina i nova župna crkva sv. Kvirina sa zvonikom i župnim dvorom. Crkva je kasnije proglašena manjom bazilikom 2014. godine.
Gradsko poglavarstvo Siska proglasilo je 31. ožujka 1994. sv. Kvirina zaštitnikom grada, a njegov blagdan (4. lipnja) Danom grada Siska. U Sisku postoji radio-postaja Quirinus (rimski oblik njegova imena). Od 1997. godine u Sisku se održavaju Kvirinovi poetski susreti. Spomendan Svetoga Kvirina slavi se u Zagrebačkoj nadbiskupiji, Krčka biskupija slavi Svetog Kvirina kao svojeg glavnog zaštitnika.
Župa sv. Kvirina na zagrebačkom Pantovčaku od 2019. proizvodi Kvirinovo pivo.